# Lambertsche W-Funktion

Der Graph von W(x) für W > −4 und x < 6. Der obere Zweig W ≥ −1 ist die Funktion W_{0} (principal branch), der untere Zweig mit W ≤ −1 ist die Funktion W_{−1}.

In der Mathematik ist die lambertsche W-Funktion (oder Lambert-W-Funktion), auch Omegafunktion oder Produktlogarithmus, benannt nach Johann Heinrich Lambert, die Umkehrfunktion von
{\displaystyle f\colon x\mapsto x\mathrm {e} ^{x},}
wobei {\displaystyle \mathrm {e} ^{x}} die Exponentialfunktion ist. Die lambertsche W-Funktion wird meistens mit {\displaystyle W(x)} bezeichnet. 

## Eigenschaften

### Im Reellen

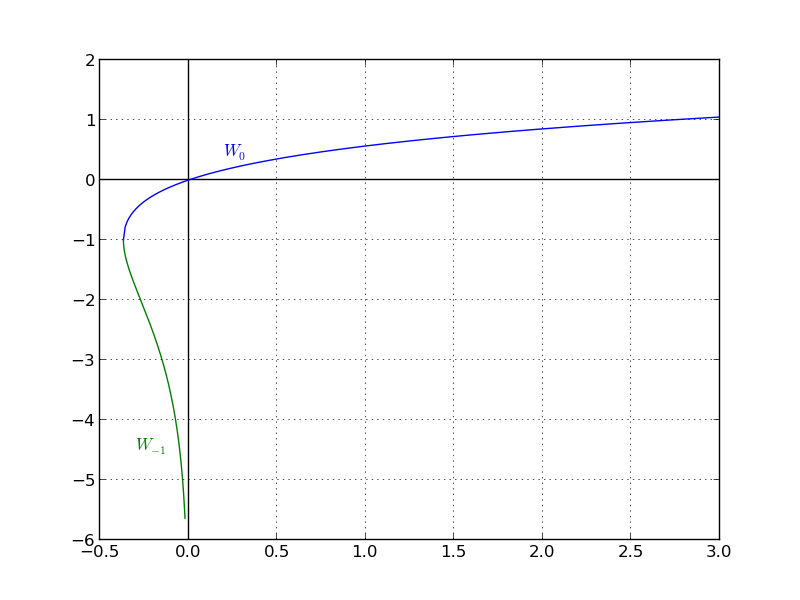
Die zwei Funktionsäste und

Da die Funktion {\displaystyle f} auf dem Intervall {\displaystyle \left(-\infty ,0\right]} nicht injektiv ist, besitzt die lambertsche W-Funktion auf dem Intervall {\displaystyle \left[-{\tfrac {1}{\mathrm {e} }},0\right)} zwei Funktionsäste {\displaystyle W_{0}(x)} und {\displaystyle W_{-1}(x)}. Mit {\displaystyle W(x)} wird aber in der Regel der obere der beiden Äste bezeichnet.
Die W-Funktion kann nicht als elementare Funktion ausgedrückt werden.
Zumeist wird sie in der Kombinatorik verwendet, beispielsweise zur Auswertung von Bäumen oder zur asymptotischen Bestimmung der Bell-Zahlen.
Die Ableitungsfunktion eines Astes der W-Funktion kann mit Hilfe der Umkehrregel der Differentialrechnung gefunden werden (an der Stelle {\displaystyle -1/\mathrm {e} } existiert die Ableitung nicht, ihr Betrag wächst bei hinreichender Annäherung an diese Stelle in jedem Ast über alle Schranken):
{\displaystyle W'(x)={\frac {W(x)}{x(1+W(x))}}{\text{ für }}x>-{\frac {1}{\mathrm {e} }},x\neq 0}
sowie {\displaystyle W'_{0}(0)=1} für den oberen Ast (der untere Ast ist für {\displaystyle x\geq 0} gar nicht definiert).
Die Ableitungen höherer Ordnung haben die Form
{\displaystyle {\frac {\mathrm {d} ^{n}W(x)}{\mathrm {d} x^{n}}}={\frac {(-1)^{n+1}W^{n}(x)}{x^{n}(1+W(x))^{2n-1}}}\cdot P_{n}(W(x)),}
wobei die {\displaystyle P_{n}} Polynome sind, die sich aus folgender Rekursionsformel berechnen lassen:
{\displaystyle P_{n+1}(t)=(nt+3n-1)\cdot P_{n}(t)-(t+1)\cdot P_{n}'(t),\quad n\geq 1}
Ausgehend von {\displaystyle P_{1}(t)=1} ergeben sich damit die nächsten drei Ableitungen zu:
{\displaystyle {\begin{aligned}W''(x)&=-{\frac {W^{2}(x)}{x^{2}(1+W(x))^{3}}}\cdot (W(x)+2)\\W^{(3)}(x)&=+{\frac {W^{3}(x)}{x^{3}(1+W(x))^{5}}}\cdot (2W^{2}(x)+8W(x)+9)\\W^{(4)}(x)&=-{\frac {W^{4}(x)}{x^{4}(1+W(x))^{7}}}\cdot (6W^{3}(x)+36W^{2}(x)+79W(x)+64)\end{aligned}}}
Eine Stammfunktion ergibt sich durch Substitution des ganzen Integranden:
{\displaystyle \int W(x)\,\mathrm {d} x=x\left(W(x)-1+{\frac {1}{W(x)}}\right)+C}
Durch implizites Differenzieren kann man zeigen, dass {\displaystyle W} folgender Differentialgleichung genügt:
{\displaystyle (1+W)z{\frac {\mathrm {d} W}{\mathrm {d} z}}=W\quad {\text{mit }}z\neq -{\frac {1}{e}}}
Die Taylor-Reihe von {\displaystyle W} um {\displaystyle x_{0}=0} ist durch folgende Formel gegeben:
{\displaystyle W(x)=\sum _{n=1}^{\infty }{\frac {(-n)^{n-1}}{n!}}\ x^{n}=x-x^{2}+{\frac {3}{2}}x^{3}-{\frac {8}{3}}x^{4}+{\frac {125}{24}}x^{5}-\ldots }
Der Konvergenzradius beträgt {\displaystyle {\tfrac {1}{\mathrm {e} }}}. Folgende zwei Funktionen haben ebenso Taylor-Reihen in diesem Muster:
{\displaystyle {\frac {W(x)}{1+W(x)}}=\sum _{n=1}^{\infty }{\frac {(-n)^{n-1}}{(n-1)!}}\,x^{n}=x-2x^{2}+{\frac {9}{2}}x^{3}-{\frac {32}{3}}x^{4}+{\frac {625}{24}}x^{5}-\ldots }
{\displaystyle 1+{\frac {1}{x}}-{\frac {1}{W(x)}}=\sum _{n=1}^{\infty }{\frac {(-n)^{n-1}}{(n+1)(n-1)!}}\,x^{n}={\frac {1}{2}}x-{\frac {2}{3}}x^{2}+{\frac {9}{8}}x^{3}-{\frac {32}{15}}x^{4}+{\frac {625}{144}}x^{5}-\ldots }

### Im Komplexen

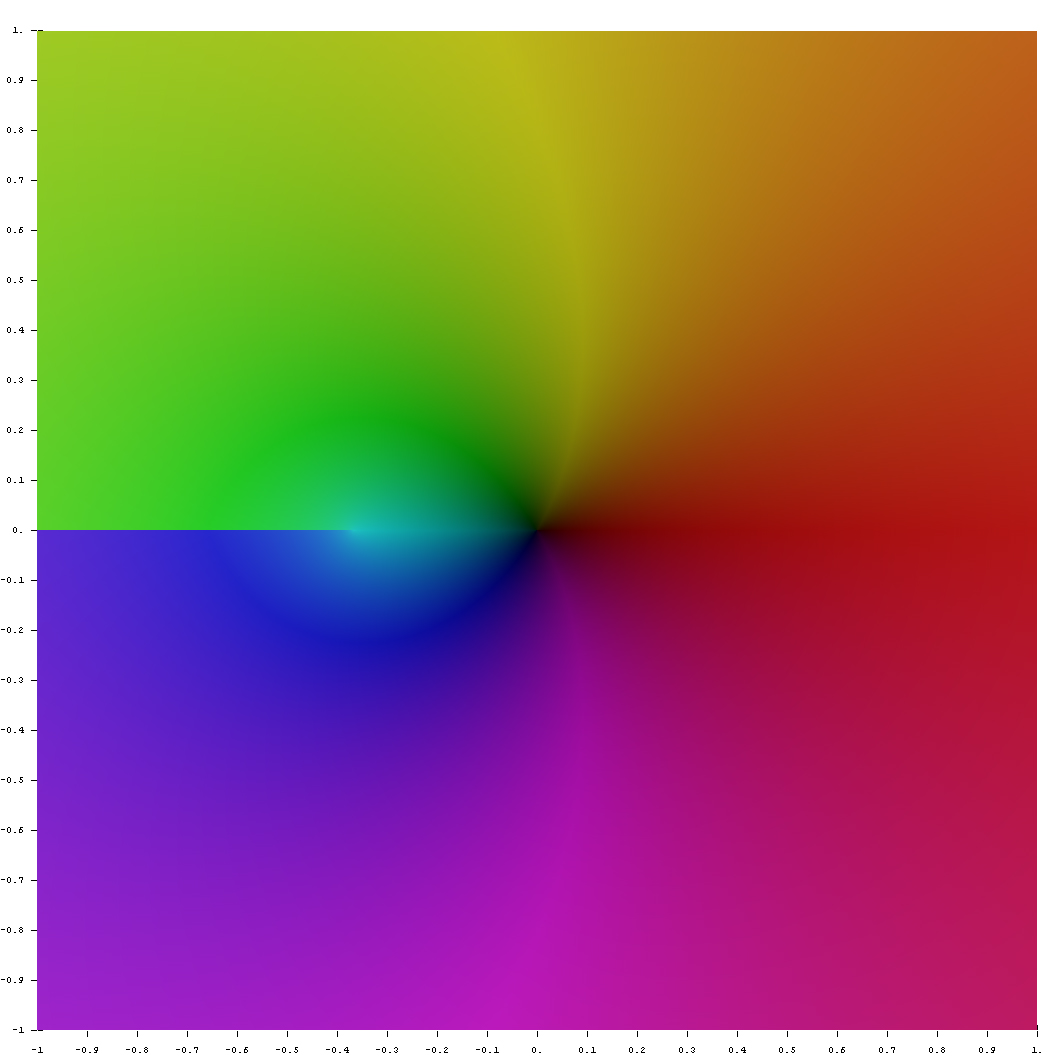
Der Hauptzweig der W-Funktion auf der komplexen Zahlenebene:
Man beachte den Bruch entlang der negativen reellen Halbachse ab. Die Koordinaten eines Punkts beschreiben Real- und Imaginärteil des Arguments, die Helligkeit den Betrag und der Farbton die Phase des Ergebnisses.

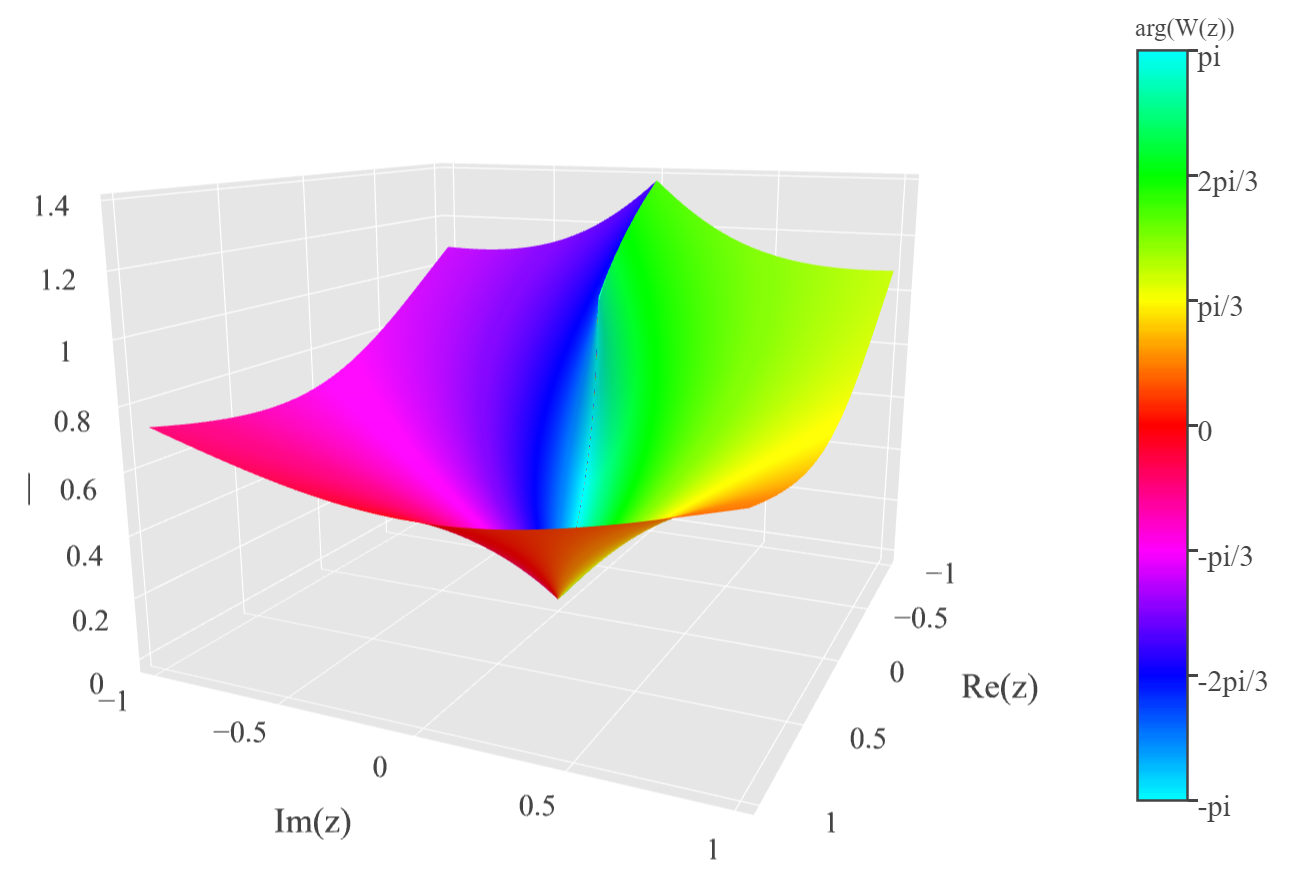
Betrag des Hauptzweigs der W-Funktion als Höhe, Phase als Farbton

Für jedes {\displaystyle k\in \mathbb {Z} } gibt es einen Zweig {\displaystyle W_{k}} der W-Funktion, wobei {\displaystyle k=0} und {\displaystyle k=-1} die oben genannten reellen Zweige darstellen. Der Hauptzweig {\displaystyle W_{0}} ist insofern besonders, als er auf der gesamten komplexen Zahlenebene definiert ist; alle anderen Zweige (Nebenzweige) haben eine Definitionslücke bei {\displaystyle z=0}. Konkret gilt
{\displaystyle W_{0}(0)=0} und
{\displaystyle \lim _{z\to 0}W_{k}(z)=-\infty } für alle {\displaystyle k\neq 0}.
Dieses Verhalten ist im Diagramm oben für die reellen Fälle exemplarisch ersichtlich.
Die Verzweigungsstelle für den Hauptzweig ist bei {\displaystyle z=-{\tfrac {1}{\mathrm {e} }}}, die sich über den Rest der negativen Halbachse in Richtung {\displaystyle -\infty } erstreckt. Diese Verzweigung trennt den Hauptzweig von den Nebenzweigen {\displaystyle W_{-1}} und {\displaystyle W_{+1}}.
Auf den Nebenzweigen beginnt die Verzweigung bereits bei {\displaystyle z=0} und setzt sich wie beim Hauptzweig in Richtung {\displaystyle -\infty } fort.
Alle Zweige sind injektiv und ihre Wertebereiche sind disjunkt.
Aufgefasst als Funktion mit zwei Parametern aus {\displaystyle \mathbb {Z} } und {\displaystyle \mathbb {C} } hat die W-Funktion die gesamte komplexe Zahlenebene als Wertebereich.
Das Bild der reellen Achse ist die Vereinigung der reellen Achse mit der Quadratrix des Hippias, der für {\displaystyle t\in \mathbb {R} \setminus \{k\pi \mid k\in \mathbb {Z} \setminus \{0\}\}} definierten parametrischen Kurve {\displaystyle w(t)=-t\cot t+it}, wobei man unter {\displaystyle w(0)} den Grenzwert {\displaystyle \lim _{t\to 0}w(t)=-1} versteht, wodurch {\displaystyle w} an der Stelle {\displaystyle t=0} stetig fortgesetzt wird.

## Spezielle Werte
{\displaystyle W\left(-{\frac {\pi }{2}}\right)={\frac {\mathrm {i} \pi }{2}}}
{\displaystyle W\left(-{\frac {1}{e}}\right)=-1}
{\displaystyle W\left(-{\frac {\ln 2}{2}}\right)=-\ln 2}
{\displaystyle W\left(0\right)=0}
{\displaystyle W\left(1\right)=0{,}5671432904\dots =:\Omega }   (die Omega-Konstante)
{\displaystyle W\left(\mathrm {e} \right)=1}

## Integrale

### Integraldarstellungen der lambertschen W-Funktion
Der Kehrwert des Nachfolgers der lambertschen W-Funktion hat diese Integraldarstellung:
{\displaystyle {\frac {1}{1+W(x)}}=\int _{-\infty }^{\infty }{\frac {1}{{\bigl [}x\exp(y)-y{\bigr ]}^{2}+\pi ^{2}}}\,\mathrm {d} y}
Die lambertsche W-Funktion direkt hat diese Integralidentitäten:
{\displaystyle W(x)={\frac {1}{\pi }}\int _{-\infty }^{\infty }{\frac {1}{y^{2}+1}}\ln {\biggl \{}1+{\frac {x\exp {\bigl [}y\operatorname {arccot}(y){\bigr ]}}{{\sqrt {y^{2}+1}}\,\operatorname {arccot}(y)}}{\biggr \}}\,\mathrm {d} y}
Die kanadischen Mathematiker German Kalugin, David Jeffrey und Robert Corless entdeckten einige Formeln für die Integralrepräsentation der lambertschen W-Funktion und hielten diese Formeln in ihrer gemeinsamen Arbeit Stieltjes, Poisson and other integral representations for functions of Lambert W fest. Dieser Zusammenhang wurde danach in erweiterter Form von dem ungarischen Mathematiker István Mező entdeckt. Er schrieb in seinem Werk An integral representation for the Lambert W function die Herleitung für die Integraldarstellung der lambertschen W-Funktion nieder.

### Integrale mit der lambertschen W-Funktion
Integrale von Produkten aus der lambertschen Funktion und gebrochen rationalen Funktionen:
{\displaystyle \int _{0}^{+\infty }{\frac {W(x)}{x{\sqrt {x}}}}\,\mathrm {d} x={\sqrt {8\pi }}}
{\displaystyle \int _{0}^{+\infty }{\frac {W(x)}{x{\sqrt[{3}]{x}}}}\,\mathrm {d} x=3^{5/3}\,\Gamma ({\tfrac {2}{3}})}
{\displaystyle \int _{0}^{+\infty }{\frac {W(x)}{x{\sqrt[{4}]{x}}}}\,\mathrm {d} x=2^{7/2}\,\Gamma ({\tfrac {3}{4}})}
{\displaystyle \int _{0}^{+\infty }{\frac {W(x)}{x{\sqrt[{5}]{x}}}}\,\mathrm {d} x=5^{9/5}\,\Gamma ({\tfrac {4}{5}})}
Dabei wird mit dem {\displaystyle \Gamma } die Gammafunktion zum Ausdruck gebracht.

## Verwendung außerhalb der Kombinatorik
Die lambertsche W-Funktion kann gebraucht werden, um Gleichungen vom Typus
{\displaystyle a(x)\mathrm {e} ^{a(x)}=y}
zu lösen ({\displaystyle a(x)} ist ein beliebiger, von {\displaystyle x} abhängiger Ausdruck).
Auch die Gleichung
{\displaystyle x^{x}=z}
kann mit Hilfe der lambertschen W-Funktion gelöst werden. Die Lösung lautet
{\displaystyle x={\frac {\ln z}{W(\ln z)}}=\exp \left(W(\ln z)\right).}
Der unendliche Potenzturm
{\displaystyle x\uparrow \uparrow \infty :=x^{x^{x^{\cdot ^{\cdot ^{\cdot }}}}}}
kann an den konvergenten Stellen mit der W-Funktion in geschlossene Form gebracht werden:
{\displaystyle x\uparrow \uparrow \infty ={\frac {W(\ln {\frac {1}{x}})}{\ln {\frac {1}{x}}}}.}

### Verallgemeinerungen
Mit Hilfe der normalen lambertschen W-Funktion lassen sich die exakten Lösungen „transzendenter algebraischer“ Gleichungen (in x) folgender Form ausdrücken:
{\displaystyle \mathrm {e} ^{-cx}=a_{0}(x-r)~~\quad \qquad \qquad \qquad \quad (1)}
mit reellen Konstanten {\displaystyle a_{0},c} und {\displaystyle r}. Die Lösung ist {\displaystyle x=r+{\frac {1}{c}}W\left({\frac {c\,\mathrm {e} ^{-cr}}{a_{0}}}\right)}. Verallgemeinerungen der lambertschen W-Funktion umfassen:
- Eine Anwendung auf dem Gebiet der allgemeinen Relativitätstheorie und der Quantenmechanik (Quantengravitation) in niedrigeren Dimensionen, die eine zuvor unbekannte Verknüpfung zwischen beiden Gebieten aufzeigte, siehe Journal of Classical and Quantum Gravity,[9] wobei die rechte Seite von Gleichung (1) nun ein quadratisches Polynom in {\displaystyle x} ist:

{\displaystyle \mathrm {e} ^{-cx}=a_{0}(x-r_{1})(x-r_{2})~~\qquad \qquad (2)}
Hierbei sind {\displaystyle r_{1}} und {\displaystyle r_{2}} voneinander verschiedene reelle Konstanten, die Wurzeln des quadratischen Polynoms. Die Lösung ist eine Funktion allein des Arguments {\displaystyle x}, aber {\displaystyle r_{i}} und {\displaystyle a_{0}} sind Parameter dieser Funktion. Insofern ähnelt diese Verallgemeinerung der hypergeometrischen Funktion und der Meijerschen G-Funktion, aber sie gehört zu einer anderen „Klasse“ von Funktionen. Wenn {\displaystyle r_{1}=r_{2}}, so können beide Seiten von (2) faktorisiert und auf (1) reduziert werden, sodass sich die Lösung auf die normale lambertsche W-Funktion reduziert. Gleichung (2) entspricht der Gleichung für das „Dilaton“-Feld, von dem die Metrik des „linealen“ Zwei-Körper-Gravitationsproblems in 1 + 1 Dimensionen (eine räumliche und eine zeitliche Dimension) für den Fall ungleicher (Ruhe-)Massen abgeleitet ist, sowie dem Problem der Eigenwertberechnung für das quantenmechanische Doppelminimum-Dirac-Deltafunktions-Modell in einer Dimension und mit „ungleichen“ Ladungen.
- Analytische Lösungen der Energie-Eigenwerte für einen speziellen Fall des quantenmechanischen Analogons des eulerschen Drei-Körper-Problems, nämlich des (dreidimensionalen) Wasserstoffmolekül-Ions.[10] Hier ist nun die rechte Seite von (1) (oder (2)) das Verhältnis von zwei Polynomen unendlichen Grades in {\displaystyle x}:

{\displaystyle \mathrm {e} ^{-cx}=a_{0}{\frac {\prod _{i=1}^{\infty }(x-r_{i})}{\prod _{i=1}^{\infty }(x-s_{i})}}\qquad \qquad \qquad (3)}
mit paarweise verschiedenen reellen Konstanten {\displaystyle r_{i}} und {\displaystyle s_{i}} sowie {\displaystyle x} als Funktion des Energie-Eigenwertes und des Kern-Kern-Abstands {\displaystyle r}. Gleichung (3), mit den Spezialfällen (1) und (2), steht in Beziehung zu einer großen Klasse retardierter Differentialgleichungen. Mit Hilfe von Hardys Begriff der „falschen Ableitung“ wurden exakte mehrfache Wurzeln für spezielle Fälle von Gleichung (3) gefunden. Die Anwendungen der lambertschen W-Funktion auf grundlegende physikalische Probleme sind damit selbst für die normale lambertsche W-Funktion, siehe (1), keineswegs erschöpft. Dies zeigen jüngste Beispiele aus dem Gebiet der Atom- und Molekularphysik das Keiper-Li-Kriterium für die Riemannsche Vermutung.

## Beziehung zu anderen Funktionen

### Hypergeometrische Funktionen
Die W-Funktion steht in direktem Zusammenhang zu verallgemeinerten hypergeometrischen Funktionen. Diese Beziehung wird durch die Gleichungen
{\displaystyle \zeta \left(n\right)={\frac {1}{1-2^{1-n}}}\cdot \operatorname {_{n+1}F_{n}} \left(1,\,a_{1},\,a_{2},\,\dots ,\,a_{n};\,a_{1}+1,\,a_{2}+1,\,\dots ,\,a_{n}+1;\,-1\right)\,/;\,a_{1}=a_{2}=\dots =a_{n}=1\wedge n-1\in \mathbb {N} }
und
{\displaystyle \zeta \left(n\right)=\operatorname {_{n+1}F_{n}} \left(1,\,a_{1},\,a_{2},\,\dots ,\,a_{n};\,a_{1}+1,\,a_{2}+1,\,\dots ,\,a_{n}+1;\,1\right)\,/;\,a_{1}=a_{2}=\dots =a_{n}=1\wedge n-1\in \mathbb {N} }
klar.

### Fox H-Funktion
Die Fox H-Funktion steht im direkten Zusammenhang zur W-Funktion, was durch die Relation
{\displaystyle {\overline {\operatorname {W} _{-1}\left(-\alpha \cdot z\right)}}={\begin{cases}\lim _{\beta \to \alpha ^{-}}\left[{\frac {\alpha ^{2}\cdot \left(\left(\alpha -\beta \right)\cdot z\right)^{\frac {\alpha }{\beta }}}{\beta }}\cdot \operatorname {H} _{1,\,2}^{1,\,1}\left({\begin{matrix}\left({\frac {\alpha +\beta }{\beta }},\,{\frac {\alpha }{\beta }}\right)\\\left(0,\,1\right),\,\left(-{\frac {\alpha }{\beta }},\,{\frac {\alpha -\beta }{\beta }}\right)\\\end{matrix}}\mid -\left(\left(\alpha -\beta \right)\cdot z\right)^{{\frac {\alpha }{\beta }}-1}\right)\right],\,{\text{falls}}\left|z\right|<{\frac {1}{\mathrm {e} \left|\alpha \right|}}\\\lim _{\beta \to \alpha ^{-}}\left[{\frac {\alpha ^{2}\cdot \left(\left(\alpha -\beta \right)\cdot z\right)^{-{\frac {\alpha }{\beta }}}}{\beta }}\cdot \operatorname {H} _{2,\,1}^{1,\,1}\left({\begin{matrix}\left(1,\,1\right),\,\left({\frac {\beta -\alpha }{\beta }},\,{\frac {\alpha -\beta }{\beta }}\right)\\\left(-{\frac {\alpha }{\beta }},\,{\frac {\alpha }{\beta }}\right)\\\end{matrix}}\mid -\left(\left(\alpha -\beta \right)\cdot z\right)^{1-{\frac {\alpha }{\beta }}}\right)\right],\,{\text{andernfalls}}\\\end{cases}}}
deutlich wird, wobei {\displaystyle {\overline {z}}} das komplex-konjugierte {\displaystyle z} ist.

## Numerische Berechnung
Eine Folge von Näherungen an die W-Funktion kann rekursiv mithilfe der Beziehung
{\displaystyle w_{j+1}=w_{j}-{\frac {w_{j}\mathrm {e} ^{w_{j}}-z}{\mathrm {e} ^{w_{j}}(w_{j}+1)-{\frac {(w_{j}+2)(w_{j}\mathrm {e} ^{w_{j}}-z)}{2w_{j}+2}}}}}
berechnet werden. Alternativ kann auch das Newton-Verfahren zur Lösung der Gleichung {\displaystyle w\mathrm {e} ^{w}-z=0} verwendet werden:
{\displaystyle w_{j+1}=w_{j}-{\frac {w_{j}\mathrm {e} ^{w_{j}}-z}{\mathrm {e} ^{w_{j}}+\mathrm {e} ^{w_{j}}w_{j}}}}.

## Tabelle reeller Funktionswerte
{\displaystyle W_{0},} oberer Zweig:
{\displaystyle {\begin{array}{c|c|c|c|c|c|c|c|c|c|c|c|c|c|c|c}x&-0{,}3679&-0{,}34&-0{,}2&0&0{,}3&0{,}7&1{,}2&2&3&4&6&10&20&40&+\infty \\\hline y&-1&-0{,}6537&-0{,}2592&0&0{,}2368&0{,}4475&0{,}6356&0{,}8526&1{,}0499&1{,}2022&1{,}4324&1{,}7455&2{,}205&2{,}6968&+\infty \\\end{array}}}
{\displaystyle W_{-1},} unterer Zweig:
{\displaystyle {\begin{array}{c|c|c|c|c|c|c|c|c|c|c|c|c|c|c}x&-0{,}3679&-0{,}365&-0{,}355&-0{,}31&-0{,}25&-0{,}18&-0{,}1&-0{,}05&-0{,}025&-0{,}01&-0{,}005&-0{,}001&-0{,}0001&0\\\hline y&-1&-1{,}1307&-1{,}2912&-1{,}7044&-2{,}1533&-2{,}7128&-3{,}5772&-4{,}4998&-5{,}3696&-6{,}4728&-7{,}284&-9{,}118&-11{,}6671&-\infty \\\end{array}}}
Andere Werte lassen sich über {\displaystyle x=y\,\mathrm {e} ^{y}} berechnen.
Eine Näherung von {\displaystyle W_{0}(x)} für große {\displaystyle x} ist
{\displaystyle W_{0}(x)\approx \ln(x)-\ln(\ln(x))+\ln(\ln(x))/\ln(x).}